# Venere di Arles
La Venere di Arles è una statua in marmo, che raffigura la dea Afrodite o Venere), copia romana di un originale greco, probabilmente di Prassitele. 
Fu rinvenuta nel 1651 presso il teatro romano di Arles e oggi è esposta presso il Museo del Louvre.

## Storia
La copia romana è stata datata alla fine del I secolo a.C., all'epoca di Augusto. Apparteneva alla decorazione della scena del teatro di Arles
La statua fu rinvenuta il 6 giugno del 1651 durante lo scavo per la realizzazione di una cisterna ai piedi dei resti della scena del teatro romano di Arles. La statua era rotta in tre frammenti, oltre alla testa staccata, ed era priva delle braccia. 
Inizialmente fu acquistata dalla città di Arles per 61 lire e collocata nel municipio. Nel 1683 la città la donò al re Luigi XIV, dopo averne fatto il calco. L'anno seguente il re fece realizzare degli scavi presso la scena del teatro per ricercare le braccia mancanti, ma senza esito. 
La statua, identificata allora come Venere invece che come Diana, fu completata con braccia di restauro ad opera dello scultore di corte François Girardon e fu collocata il 18 aprile del 1685 nella "Galleria degli specchi" della reggia di Versailles. Nel 1798, dopo la rivoluzione francese fu trasferita al Museo del Louvre.

## Descrizione

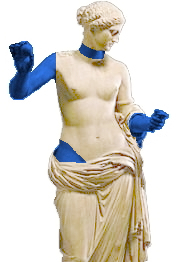
I restauri di Girardon evidenziati in blu.

Si tratta di una statua tutto tondo, scolpita in origine in un solo blocco di marmo bianco dell'Imetto. Misura 194 centimetri di altezza (208 con la base) e circa 65 centimetri di larghezza, quindi è leggermente più grande del vero.
Rappresenta una figura femminile giovanile, con le gambe avvolte da un mantello e il busto nudo. Nella mano destra sollevata reggeva un frutto, mentre nella sinistra doveva reggere probabilmente uno specchio, nel quale si specchiava. La testa è girata verso destra e inclinata verso il basso. La capigliatura è raccolta in una crocchia e fermata da un doppio nastro, le cui estremità ricadono sulle spalle.
La figura doveva essere colorata: sono state rinvenute tracce di colore rosso nei capelli e si è ipotizzato che il mantello fosse di colore blu. Dovevano essere dipinti anche un gioiello presente su uno dei nastri della capigliatura e una delle gemme presenti sul braccialetto che la dea porta all'avambraccio sinistro. È possibile che fossero anche presenti aggiunte in metallo.

### Restauri
Le braccia furono aggiunte in marmo bianco di Carrara nel restauro seicentesco dallo scultore François Girardon. La posizione del braccio sinistro sembra corretta, mentre il braccio destro era forse più sollevato.
La situazione originaria della statua può essere ricavata dalle copie eseguite prima del trasferimento a Versailles, che testimoniano una possibile rilavorazione delle superfici.

## Inquadramento storico-artistico

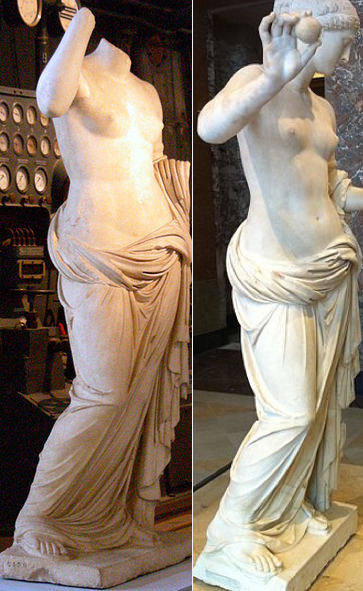
La copia dei Musei Capitolini e la copia del Louvre

La Venere di Arles è generalmente ritenuta copia di un originale greco.
La linea flessuosa della figura, che rende più fluida la tipica disposizione a chiasmo classica e la linea della bocca e delle palpebre, un po' pesanti (simili alla testa dell'Afrodite cnidia), richiamano le opere dello scultore ateniese Prassitele. Lo stile e la semi-nudità della figura hanno fatto ritenere che si trattasse di un'opera precedente alla creazione dell'Afrodite cnidia, forse l'Afrodite di Tespie, creata dallo scultore intorno al 360 a.C.
Sono state individuate altre copie dello stesso originale, di cui l'esemplare di Arles sembra essere stato il capostipite insieme a quello dei Musei Capitolini:
- Venere del tipo Arles esposta presso la Centrale Montemartini (Musei Capitolini), rinvenuta a Roma nel 1921[12]
- Venere proveniente dalla collezione Cesi, fortemente restaurata, conservata presso la reggia di Versailles[13];
- parte inferiore di una statua colossale presso l'ambasciata degli Stati Uniti a Roma (palazzo Margherita)[14];
- torso di una statua di Venere presso il Museo archeologico nazionale di Atene[15];
- testa di Venere della collezione Jane Dart (California)[16].

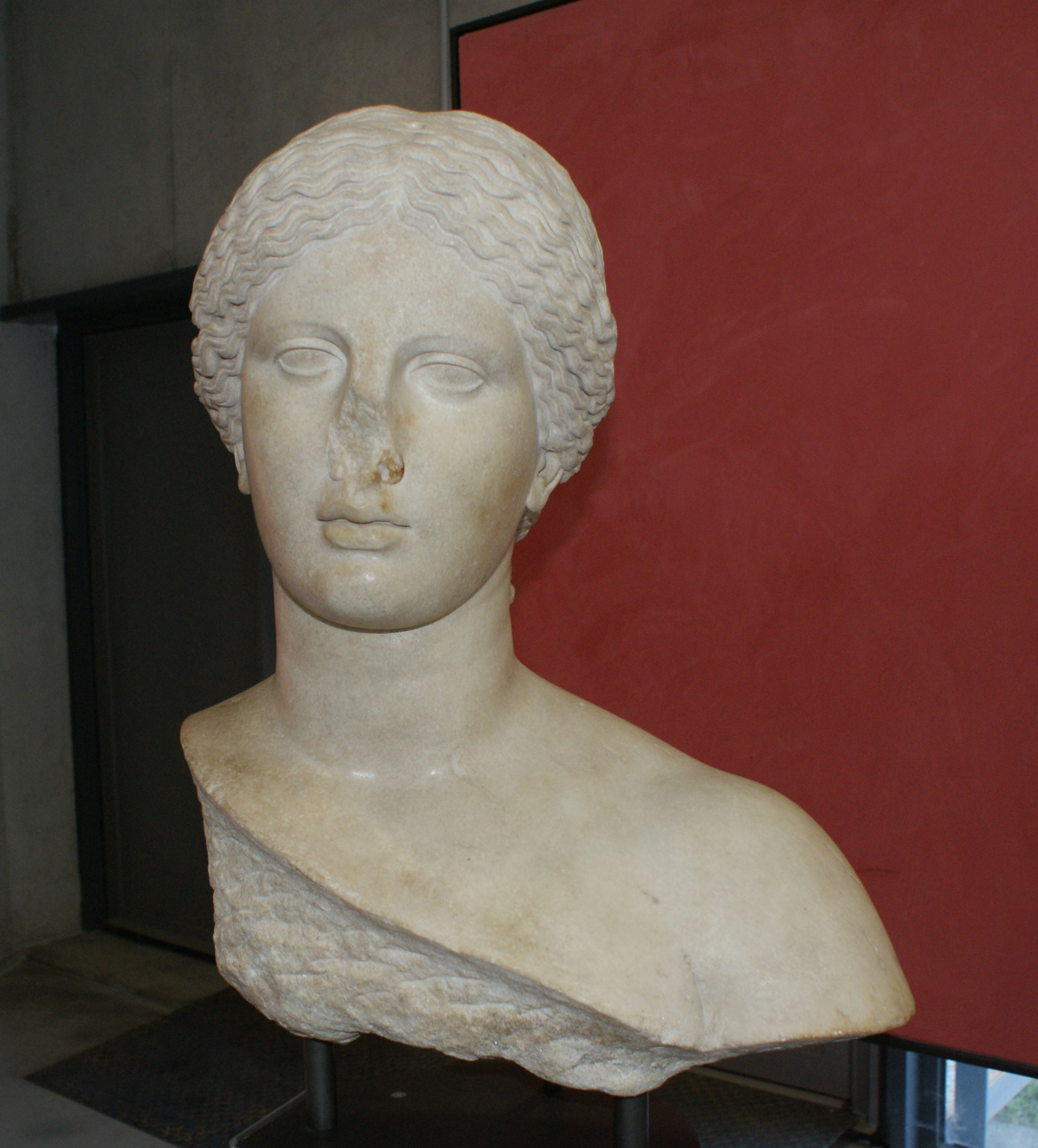
Testa di Arles, dal teatro romano

Come l'esemplare dei Capitolini, la statua fu probabilmente realizzata a Roma. Da qui fu inviata ad Arles per far parte della decorazione del teatro: come ''Venus Victrix" doveva simboleggiare le vittorie di Augusto.
Della decorazione scultorea della scena del teatro si conservano una testa ("Testa di Arles"), probabilmente appartenente ad un'altra Venere, interamente coperta dalla veste, che doveva collocarsi simmetricamente alla Venere di Arles, e una statua colossale di Augusto.

## Fortuna
La statua della Venere di Arles fu di ispirazione al poeta provenzale Théodore Aubanel: la poesia La Venere di Arles all'epoca provocò  uno scandalo per la celebrazione del nudo femminile.